# Mongoliulidae
Famille
Les Mongoliulidae sont une famille de mille-pattes diplopodes de l'ordre des Julida (iules).

## Liste des genres
- Ansiulus Takakuwa, 1940
- Ikahoiulus Takakuwa, 1941
- Koiulus Enghoff, Jensen & Mikhaljova, 2017
- Kopidoiulus Attems, 1909
- Skleroprotopus Attems, 1901
- Uenoiulus Murakami, 1971
- Ussuriiulus Golovatch, 1980

## Publication originale
- Pocock, 1903 : Remarks upon the morphology and systematics of certain chilognathous diplopods. Annals and Magazine of Natural History, sér. 7, vol. 12, p. 515-532 (texte intégral).